# Alto riesgo
Alto riesgo (2001) es una novela histórica del autor británico Ken Follett ambientada en el período final de la Segunda Guerra Mundial. 

## Argumento
Aún no se conoce el día del desembarco de los aliados, pero los alemanes saben que será pronto. Felicity Clairet, "Flick" es una de las agentes más valiosas de la unidad británica que realiza operaciones de sabotaje en el Norte de Francia con la colaboración de la Resistencia francesa. "Flick" es capaz de convencer a sus mandos de que el éxito del desembarco aliado depende de que las líneas de comunicación con Alemania no funcionen. El mayor centro de comunicaciones de la Francia ocupada se encuentra en Sainte-Cécile, cerca de Reims, utilizando un antiguo castillo del siglo XVII. En un primer intento, "Flick" trata de realizar un asalto directo y la operación fracasa. El grupo de la Resistencia que utiliza es desmantelado y sus superiores empiezan a dudar de ella. Tras arduas negociaciones, le conceden una última oportunidad de cumplir la misión. El nuevo plan requiere un grupo exclusivamente femenino y no profesional para poder entrar al castillo utilizando la identidad de las limpiadoras. Debe reclutar y entrenar al equipo en cuestión de días. Intentarán infiltrarse en el castillo a la vista de los nazis tratando de resolver los problemas imprevistos que van ocurriendo a lo largo de la misión.
- Datos: Q1214398